# 池田敬八

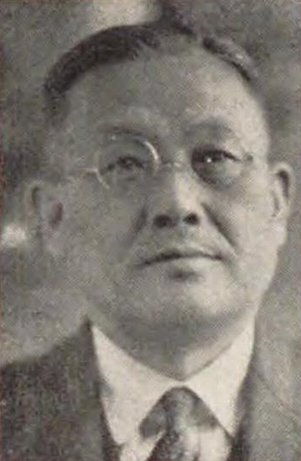
池田敬八

池田 敬八（いけだ けいはち、旧姓・赤坂、1874年（明治7年）7月3日 - 1963年（昭和38年）3月23日）は、日本の政治家・衆議院議員（立憲民政党）、大蔵官僚、弁護士。カナモジ会理事。

## 経歴
三重県度会郡宇治山田町（現在の伊勢市）出身。三重平民・赤坂敬二の三男、あるいは六男として生まれ、池田房明の養子となった。
1901年（明治34年）、東京帝国大学法科大学仏法科を卒業し、翌年に高等文官試験に合格した。大蔵省専売局事務官、専売局参事、専売局長官官房監理課長などを経て、1917年（大正6年）からは印刷局長を務めた。
1928年（昭和3年）、退官。三重県第二区より第16回衆議院議員総選挙に出馬し、当選。立憲民政党に所属。第17回、第18回でも再選された。

## 人物
趣味は詩書、謡曲、剣道。住所は東京都文京区駕籠町。東京在籍。

## 栄典
- 1920年（大正9年）11月1日 - 勲三等瑞宝章[8]

## 家族・親族
池田家
- 養父・房明[1][3]
- 妻・けい（1870年 - ?、養父・池田房明の長女）[3][7]
- 女・静江（1900年 - ?）[1]
- 女・たえ（1909年 - ?、修之助の妻）[5]
- 養子・修之助（1904年 - ?、広島、井上貫聿の五男）[3][7]